# 大巴爾湖

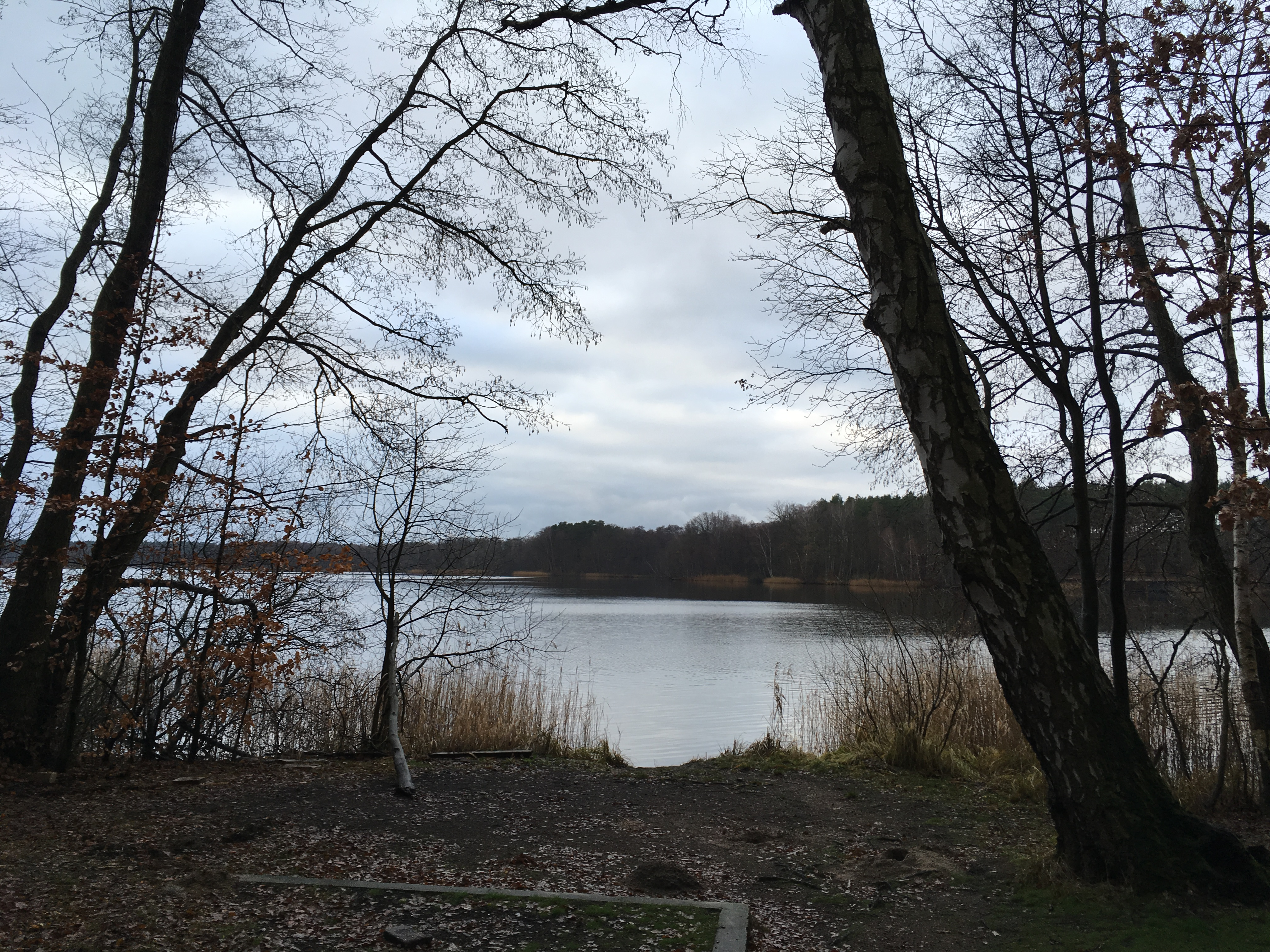

53°13′03″N 12°39′13″E / 53.217626°N 12.653710°E
大巴爾湖（德語：Großer Baalsee），是德國的湖泊，位於該國西南部，由勃蘭登堡州負責管轄，處於東普里格尼茨-魯平縣，距離柏林西北面90公里，面積0.7平方公里，最大水深18米。